# Ex Negozio Gavina
L'ex Negozio Gavina è un edificio commerciale progettato da Carlo Scarpa nel centro di Bologna.

## Storia
Situato al piano terra di un antico edificio nel centro storico di bologna, in via Altabella. Fu progettato da Carlo Scarpa nel 1961 su commissione di Dino Gavina che voleva uno showroom per i propri mobili nel pieno centro storico della città, seguendo l'esempio di Adriano Olivetti che aveva fatto realizzare un negozio con un concept simile sempre a Carlo Scarpa in Piazza San Marco a Venezia.
L'edificio suscitò polemiche, come già nella città di Bologna aveva suscitato polemiche l'integrazione (urbanistica) tra l'impianto medievale e quello moderno voluta da Alfonso Rubbiani agli inizi del novecento. La realizzazione del negozio fu resa possibile grazie al deciso intervento dell'allora Assessore all'Urbanistica Giuseppe Campos Venuti.

## Descrizione
L'intervento di Scarpa costituisce un esempio notevole di integrazione tra gli edifici antichi del centro storico bolognese e elementi di modernità architettonica. Il negozio è caratterizzato dalla facciata in cemento, che copre l'esterno del palazzo di origine medievale, aprendo anche tre superfici vetrate di forma irregolare: una vetrina a doppio anello, un grande oculo e l'ingresso centrale, coperto da un cancello. Secondo la concezione architettonica di Scarpa grande importanza è data ai materiali utilizzati: infatti il cemento è lavorato a fasce con punte diverse di scalpello e spartite da bande dorate a foglia, mentre i cristalli delle vetrine a filo della facciata sono sostenuti da borchie di bronzo e ghisa.
All'interno Scarpa riduce la frammentazione degli spazi originaria, conferendo agli ambienti profondità, grazie alla disposizione di numerosi elementi verticali: pilastri con superfici elaborate in cemento battuto, stucchi color cobalto e bianco lucido, arricchiti con foglia d'argento.

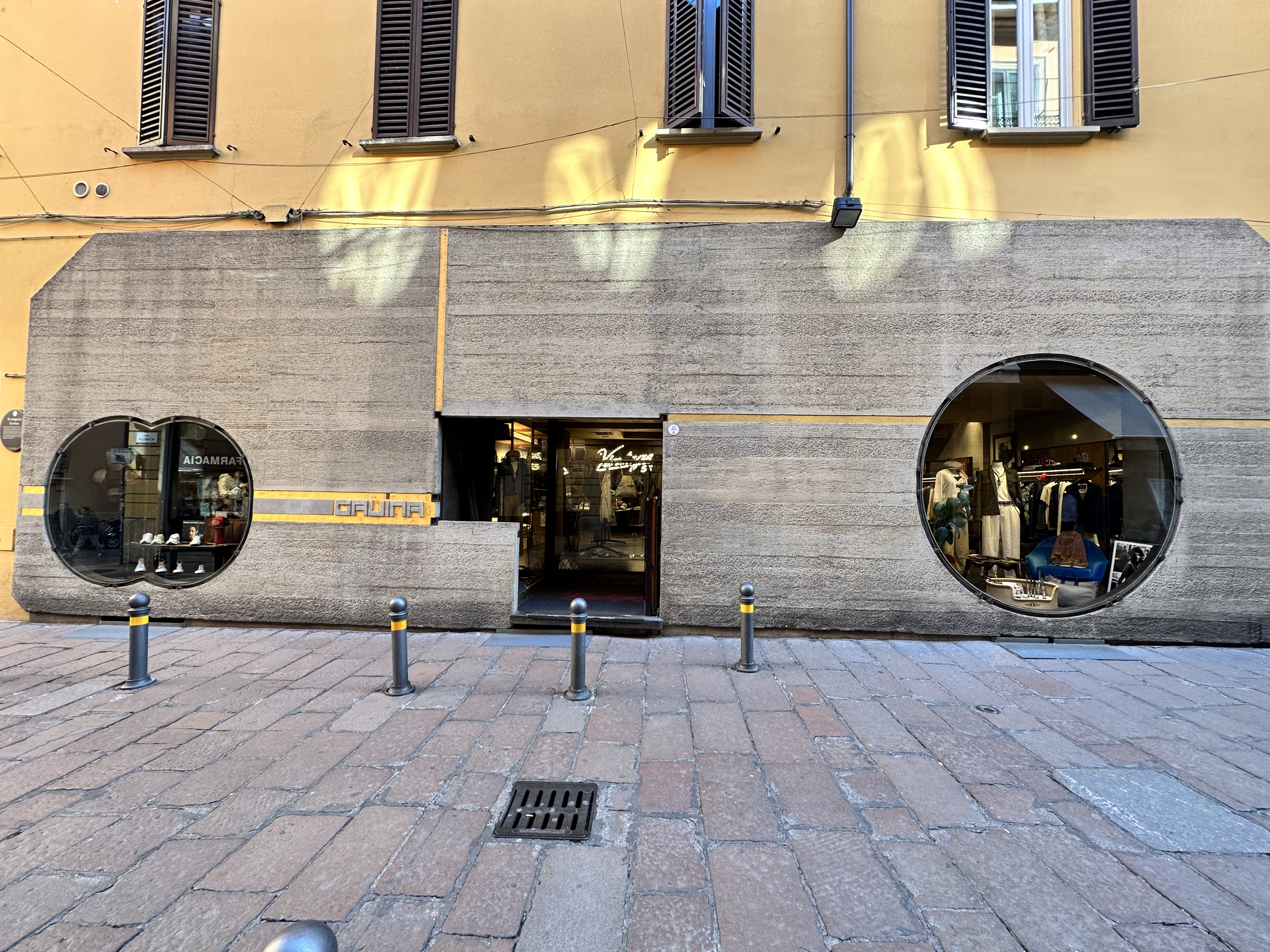
Facciata
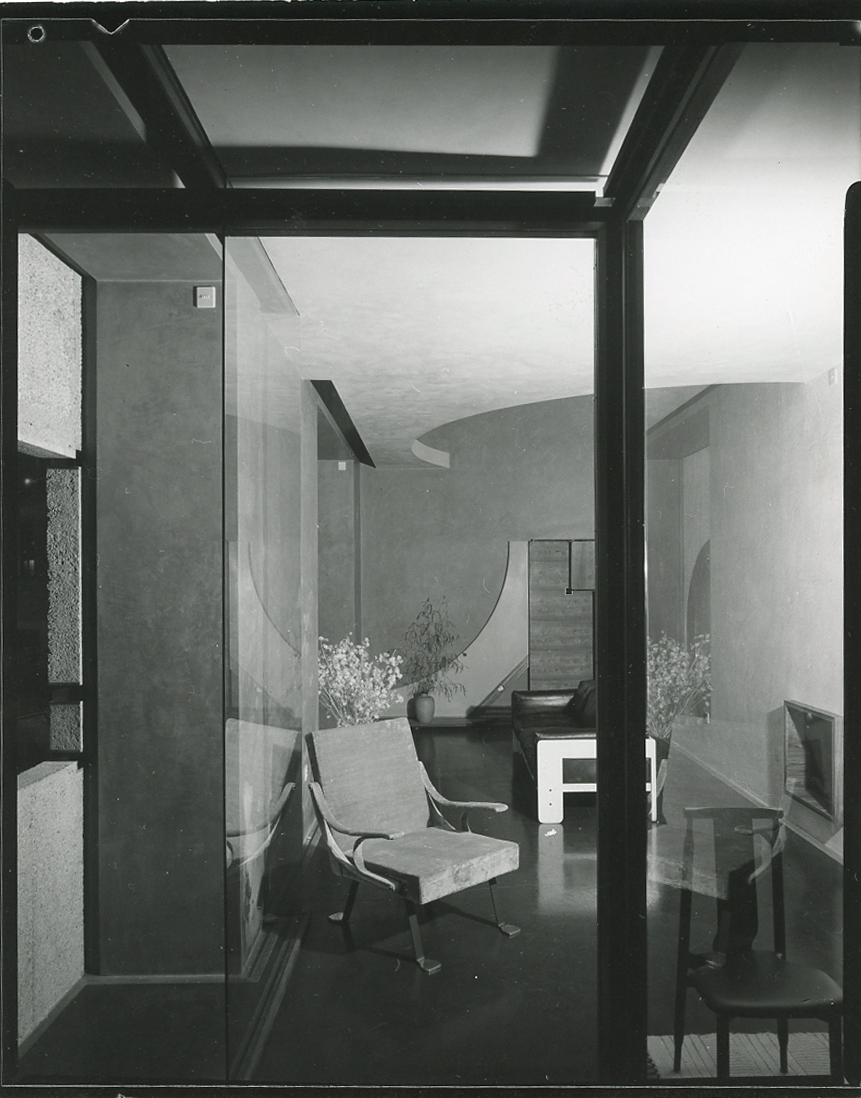
Interni
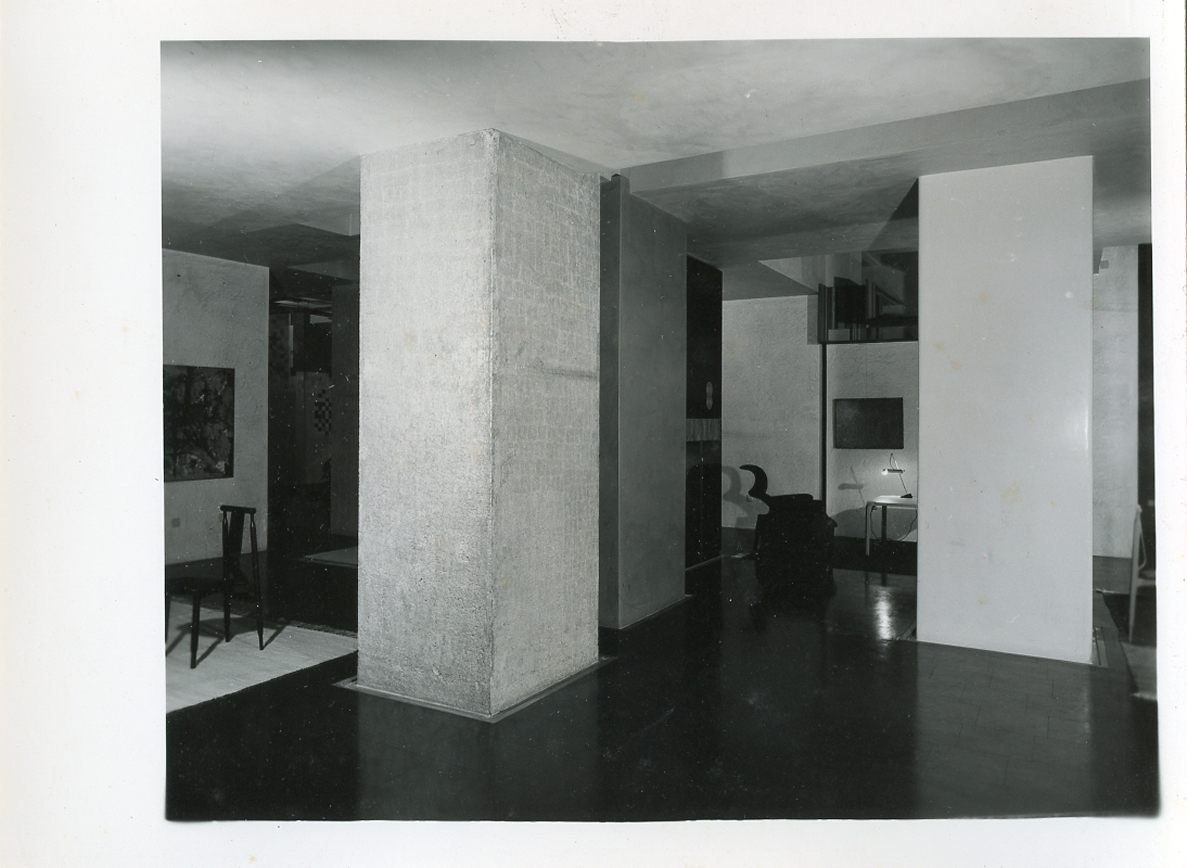
Interni, sono visibili le colonne verticali